# Malthinus magnioculatus
Malthinus magnioculatus es una especie de coleóptero de la familia Cantharidae.

## Distribución geográfica
Habita en Sudáfrica.